# Шотріле
Шотріле (рум. Șotrile) — село у повіті Прахова в Румунії. Входить до складу комуни Шотріле.
Село розташоване на відстані 91 км на північ від Бухареста, 38 км на північний захід від Плоєшті, 50 км на південь від Брашова.

## Населення
За даними перепису населення 2002 року у селі проживали 1103 особи, усі — румуни. Усі жителі села рідною мовою назвали румунську.